# Au Gres (Michigan)
Au Gres ist ein Ort im Arenac County des US-Bundesstaats Michigan. Auf dem Gebiet des Ortes liegt der Au Gres Airport. Im Jahr 2020 hatte der Ort 945 Einwohner.

## Geographie
Au Gres liegt am Au Gres River, nur einige hundert Meter von der Saginaw Bay des Huronsees entfernt, in der Fluss auch mündet. Nach den Angaben des United States Census Bureau hat die City eine Fläche von 6,2 km², wovon 5,9 km² auf Land und 0,2 km² (= 3,78 %) auf Gewässer entfallen.
U.S. Highway 23, der am Ufer des Huronsees verläuft, durchquert den Ort. Von Mitte Mai bis Mitte Oktober verkehrt zwischen Au Gres und der etwa 15 km entfernten Charity Island in der Mitte der Saginaw Bay eine Fähre.

## Demographie
Zum Zeitpunkt des United States Census 2000 bewohnten Au Gres 1028 Personen. Die Bevölkerungsdichte betrug 174,1 Personen pro km². Es gab 733 Wohneinheiten, durchschnittlich 124,1 pro km². Die Bevölkerung Au Gress bestand zu 95,43 % aus Weißen, 0,29 % Schwarzen oder African American, 1,17 % Native American, 0,29 % Asian, 0,10 % Pacific Islander, 0,10 % gaben an, anderen Rassen anzugehören und 2,72 % nannten zwei oder mehr Rassen. 0,49 % der Bevölkerung erklärten, Hispanos oder Latinos jeglicher Rasse zu sein.
Die Bewohner Au Gress verteilten sich auf 468 Haushalte, von denen in 24,6 % Kinder unter 18 Jahren lebten. 47,2 % der Haushalte stellten Verheiratete, 9,8 % hatten einen weiblichen Haushaltsvorstand ohne Ehemann und 39,1 % bildeten keine Familien. 35,0 % der Haushalte bestanden aus Einzelpersonen und in 15,6 % aller Haushalte lebte jemand im Alter von 65 Jahren oder mehr alleine. Die durchschnittliche Haushaltsgröße betrug 2,15 und die durchschnittliche Familiengröße 2,76 Personen.
Die Bevölkerung verteilte sich auf 21,1 % Minderjährige, 8,5 % 18–24-Jährige, 23,6 % 25–44-Jährige, 25,6 % 45–64-Jährige und 21,2 % im Alter von 65 Jahren oder mehr. Das Durchschnittsalter betrug 43 Jahre. Auf jeweils 100 Frauen entfielen 98,8 Männer. Bei den über 18-Jährigen entfielen auf 100 Frauen 92,2 Männer.
Das mittlere Haushaltseinkommen in Au Gres betrug 24.511 US-Dollar und das mittlere Familieneinkommen erreichte die Höhe von 34.348 US-Dollar. Das Durchschnittseinkommen der Männer betrug 26.641 US-Dollar, gegenüber 18.295 US-Dollar bei den Frauen. Das Pro-Kopf-Einkommen belief sich auf 15.229 US-Dollar. 17,5 % der Bevölkerung und 17,5 % der Familien hatten ein Einkommen unterhalb der Armutsgrenze, davon waren 29,0 % der Minderjährigen und 10,9 % der Altersgruppe 65 Jahre und mehr betroffen.